# Feng Jing
Feng Jing (Xi'an, China, 15 de enero de 1985) es un gimnasta artístico chino, dos veces campeón del mundo en 2001 en la general individual, y en 2006 en el concurso por equipos.

## Carrera deportiva
En el Mundial de Gante 2001 gana el oro en la general individual, por delante del bielorruso Ivan Ivankov y del búlgaro Yordan Yovchev (bronce).
En el Mundial celebrado en Aarhus (Dinamarca) en 2006 consiguió el oro en la competición por equipos, por delante de Rusia y Japón, siendo sus compañeros de equipo: Chen Yibing, Liang Fuliang, Xiao Qin, Yang Wei y Zou Kai.